# Villa Natacha
La villa Natacha est un édifice situé au 110 rue d'Espagne sur la commune de Biarritz, dans le département français des Pyrénées-Atlantiques en région Nouvelle-Aquitaine. Les façades et toitures de la maison du gardien sont inscrits aux monuments historiques depuis le 9 décembre 1993 tandis que la villa est classée par arrêté du 3 février 1995.

## Présentation
La maison de style néobasque fut construite sous le contrôle des architectes Henri Sauvage et Charles Sarazin au début du XXe siècle. 
Le jardin de la villa est aujourd'hui public.

## Histoire
C'est en 1905 que commence la construction de la maison du gardien dont une partie est classée aux monument historiques ainsi que les écuries. Deux ans plus tard, la villa est érigée à son tour. Le commanditaire est l'agent de change Albert-Guillaume Leuba.
En 1978 la ville de Biarritz devient propriétaire de l'édifice et y installe les archives d'architecture de la côte basque. La villa abrite depuis les services culturels de la ville.